# دومينيكو دي كارلو
دومينيكو دي كارلو (بالإيطالية: Domenico Di Carlo)‏ (مواليد 23 مارس 1964 في مقاطعة فروزينوني - إيطاليا) لاعب كرة قدم إيطالي معتزل كان يجيد اللعب في الوسط المدافع وحاليًا مدرب نادي بوردينوني كالتشيو.

## روابط خارجية
- دومينيكو دي كارلو على موقع قاعدة بيانات كرة القدم.إي يو (الإنجليزية)
- دومينيكو دي كارلو على موقع Soccerway.com (الإنجليزية)
- دومينيكو دي كارلو على موقع عالم كرة القدم.نت (الإنجليزية)
- دومينيكو دي كارلو على موقع كووورة